# Robert Bourgeois (général)
Pour les articles homonymes, voir Robert Bourgeois et Bourgeois.
Joseph Émile Robert Bourgeois, né à Sainte-Marie-aux-Mines le 21 février 1857 et mort à Paris 7e le 10 novembre 1945, est un général et homme politique français. Il est élu sénateur de l'Union populaire républicaine puis de l'Action populaire nationale d'Alsace.

## Biographie
Général et géographe français, il est élu sénateur du Haut-Rhin en 1920, puis réélu en 1927, comme représentant de l'Union populaire républicaine, vice-président du Sénat. Il est maire de Sainte-Marie-aux-Mines du 23 décembre 1919 au 7 juillet 1924 date à laquelle il démissionne pour protester contre l'introduction de lois laïques que le conseil municipal avait voté en son absence.
Ancien élève de l'École polytechnique (X 1876). Il devient général de brigade en 1912, puis général de division en 1915 et directeur de l'artillerie et du train des équipages militaires en 1918.
Il occupe la chaire d'astronomie et de géodésie de l'École polytechnique de 1908 à 1929, à la suite d’Henri Poincaré.
Entre 1901 et 1906, il dirige, en tant que lieutenant-colonel, la mesure de l'arc méridien de Quito en Amérique du Sud, organisée par la section géodésie du Service géographique de l'armée et l'Académie des sciences. Il est accompagné par 11 officiers, dont Georges Perrier, le fils de François Perrier et le successeur de Bourgeois à la chaire d'astronomie et géodésie, et 24 soldats. Robert Bourgeois est ensuite nommé directeur du Service géographique de l'Armée (notamment dirigé auparavant par François Perrier, Léon Bassot et auquel succède l'Institut géographique national, IGN) de 1911 à 1919. Il est proposé par le général Mordacq au poste de directeur de l'Artillerie au ministère de la Guerre en décembre 1917; selon lui, Bourgeois est un organisateur remarquable ainsi que l'une des plus belles figures de notre époque.
Durant la Grande guerre, il organise les groupes de canevas de tir, les sections d'observation terrestres aux armées et le repérage par le son notamment grâce aux systèmes inventés par Ernest Esclangon, et Pierre Weiss et Aimé Cotton. Il participa aux travaux du Comité d'études, une structure d'analyse mise en place en 1917 à la demande du Président du Conseil Aristide Briand, afin de participer à l'élaboration des buts de guerre de la France. Il remit deux rapports proposant, tout comme l'état major, l'occupation militaire de l'ensemble de la rive gauche du Rhin et de têtes de pont sur la rive droite.
Président du Comité national de géographie de 1920 à 1945, il est président de l'Union géographique internationale de 1928 à 1931 et premier vice-président de 1925 à 1928 et de 1931 à 1934.
Élu à l'Académie des sciences le 18 juin 1917 dans la section de géographie et navigation en remplacement de Philippe Hatt, il en est le président en 1932, succédant à Louis de Launay, et président de la commission des fonds de l'Institut de France en 1939 puis 1944.
Il reçoit en 1919 la Army Distinguished Service Medal et en 1921 la Patron's Gold Medal de la Royal Geographical Society.
Il préside la commission interministérielle pour la création de l'Institut d'optique théorique et appliquée (SupOptique) et en fut le premier président puis président d'honneur.

## Décorations
- Grand-croix de la Légion d'honneur (8 juillet 1930)
- Croix de guerre 1914–1918
- Officier d'académie
- Chevalier de l'ordre du Mérite agricole
- Médaille coloniale avec agrafe "Tunisie"
- Médaille commémorative de Madagascar
- Grand officier de l'ordre du Ouissam alaouite
- Commandeur de l'ordre des Saints-Maurice-et-Lazare
- Officier du Nichan Iftikhar
- Ordre du Médjidié